# Klein Dorrit
Klein Dorrit is een komedie in drie akten van Franz von Schönthan.

## Toneelstuk
Schönthan werkte in 1905 de novelle Little Dorrit van Charles Dickens om tot een komedie, die op 5 oktober 1905 in première ging in het Burgtheater in Wenen. Het toneelstuk werd later door Eduard Künneke weer omgewerkt tot een opera onder dezelfde titel (opus 30) met een libretto van Richard Kessler. Den Haag was in 1932 het toneel van de eerste uitvoering van die opera.   

## Muziek Halvorsen
Op 12 maart 1906 kreeg Klein Dorrit haar Noorse première in het Nationaltheatret te Oslo. De muzikaal leider en dirigent van het theatergezelschap en orkest aldaar liet het uitvoeren met muziek. Johan Halvorsen gebruikte muziek van Daniel Auber (de ouverture van Le Dieu et la Bayadère); Moritz Moszkowski en Jules Massenet. Hij voegde tevens enige eigen muziek toe (onder andere een wals en polonaise), dat na de vijftien voorstellingen in de la verdween. Er is alleen een manuscript van.